# Anterograde Amnesie
Bei der anterograden Amnesie (auch Ekmnesie, englisch ecmnesia) ist die Merkfähigkeit für neue Bewusstseinsinhalte massiv reduziert. So können neue Dinge nur noch für ein bis zwei Minuten im Gedächtnis erhalten werden, ehe sie wieder vergessen werden.
Gründe sind der Ausfall des wesentlichen Neuronenkreises im limbischen System (Papez-Kreis) bzw. der Untergang der Neuronen im Nucleus basalis Meynert (Morbus Alzheimer).
Die anterograde Amnesie tritt oft kombiniert mit einer retrograden Amnesie auf – z. B. bei posttraumatischen Amnesien mit Bewusstseinsverlust durch Gehirnerschütterung, wobei in der Zeit der Verwirrung nach dem Erwachen eine anterograde Amnesie auftritt und auch eine Erinnerungslücke bezüglich der Geschehnisse unmittelbar vor dem traumatischen Ereignis nicht geschlossen werden kann (retrograde Amnesie). Eine anterograde Amnesie liegt im Rahmen eines amnestischen Syndroms, sehr häufig verknüpft mit einer schweren retrograden Amnesie, die sich nicht selten über Jahrzehnte erstreckt, beim Korsakow-Syndrom vor, von dem rund 5 % aller chronisch Alkoholkranken betroffen sind. Vor allem das episodische Gedächtnis (autobiographische Gedächtnis) ist – bei intaktem Allgemeinwissen und Intelligenz – stark beeinträchtigt, was oft zur Konfabulation führt, einer objektiv falschen Aussage, bedingt durch eine verzerrte Erinnerung oder Fehlfunktion in der Abrufung von Gedächtnisinhalten, von deren Richtigkeit der Aussagende jedoch überzeugt ist und mit der er Gedächtnislücken unbewusst überbrückt.
Generell verursachen auch Benzodiazepine und andere Hypnotika eine anterograde Amnesie. Ursprünglich wurde bei Verabreichung von Triazolam (Handelsname: Halcion) entdeckt, dass sich die Patienten nicht mehr an Ereignisse aus der Zeit unter dem Einfluss des Medikamentes erinnern. Dementsprechend wurde dies als „Halcion-Effekt“ bezeichnet. Er kann bei geplanten Operationen medizinisch erwünscht sein. Hierfür wird beispielsweise Midazolam (Dormicum) wegen dieser Wirkung und zur Anxiolyse als Prämedikation verwendet.

## Patient H.M. (1953)
Dem Patienten H.M. wurden im Jahr 1953 wegen lebensgefährlicher Epilepsie Hippocampi und Mandelkerne beidseitig entfernt (bilateral mediale Lobektomie des Temporallappens); seine Epilepsie wurde dadurch weitgehend geheilt, er litt für den Rest seines Lebens jedoch an einer totalen anterograden Amnesie.

## Anterograde Amnesie in der Kunst
Dorie, der fröhliche Paletten-Doktorfisch aus Findet Nemo und Findet Dorie, leidet an anterograder Amnesie. Während Dorie Gespräche innerhalb von Minuten vergisst, bleibt sie sich bewusst, wer sie ist und dass sie an einem beschädigten Kurzzeitgedächtnis leidet und kann daher ihr bizarres Verhalten allen Außenstehenden erklären.
In dem Film Memento von Christopher Nolan leidet der Protagonist unter anterograder Amnesie. Damit der Zuschauer sich besser in dessen Lage hineinversetzen kann, wird der Film achronologisch erzählt.
Weitere Filme, in denen Personen unter anterograder Amnesie leiden, sind 50 erste Dates, Winterschläfer und Ich. Darf. Nicht. Schlafen.
In dem Visual Novel ef - a fairy tale of the two. leidet das Mädchen Chihiro unfallbedingt seit ihrem zwölften Lebensjahr an anterograder Amnesie mit einer Erinnerungsdauer von 13 Stunden.
In der Polizei-Comedyserie Brooklyn Nine-Nine erleidet Adrian Pimento in Staffel 7, Folge 3 durch die Manipulation eines Arztes ebenfalls an anterograder Amnesie. Im Verlauf der Folge wird mehrfach auf Dorie und den Film Memento von Christopher Nolan hingewiesen.